# ریاکار (فیلم ۱۹۷۹)
ریاکار یا متقلب (به هندی: Dhongee) فیلمی هندی محصول سال ۱۹۷۹ و به کارگردانی آشوک روی است. در این فیلم بازیگرانی همچون راندهیر کاپور، نیتو سینگ، راکیش روشن، فریده جلال، آسرانی و ساتین کاپو ایفای نقش کرده‌اند.